# 黃保華
黃保華（1944年6月3日—），香港公務員，曾擔任中西區民政事務專員，亦曾蘭桂坊慘劇事故獨立調查委員會的秘書長及出任2004年平等機會委員會事件獨立調查小組成員。
黃在1966年獲港英政府房屋署聘任為二級房屋事務助理，並在1971年轉任行政主任。他在1981年加入政務主任職系，曾在市政總署、香港電台及社會福利署等多個部門任職，官至首長級丙級政務官。

## 早年生活
黃保華生於1944年6月3日，並於1977年在布萊頓理工學院取得管理學文憑。

## 公務員生涯

### 生涯早期

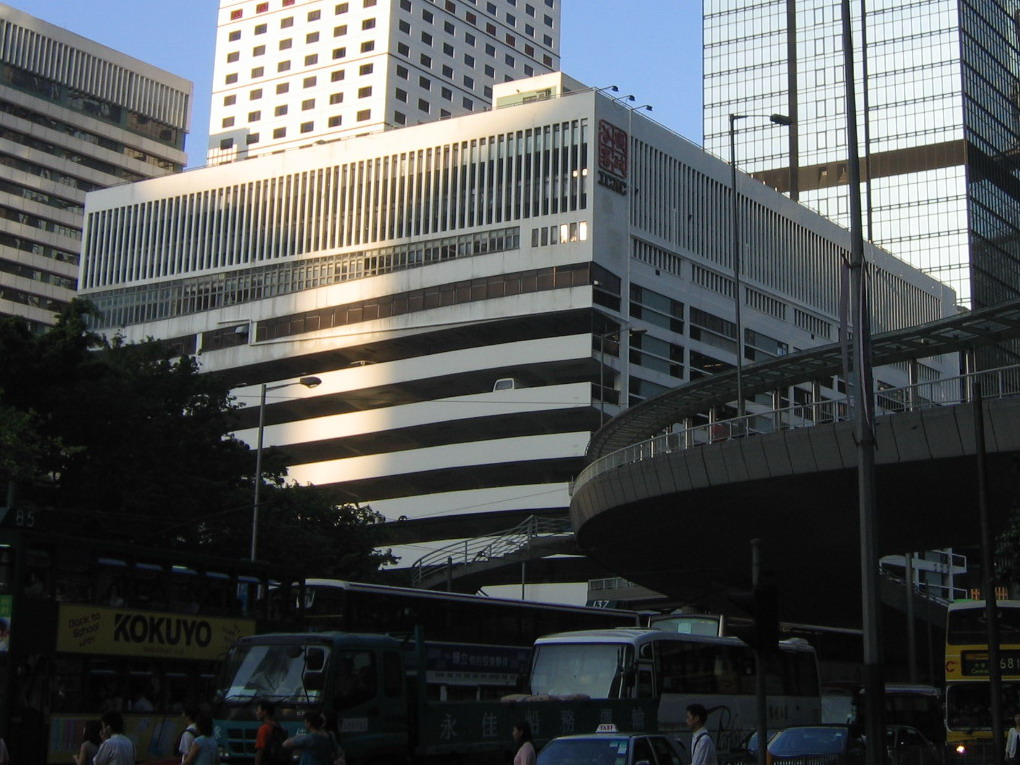
黃保華在行政主任職系的最後一個崗位任職於總督特派廉政專員公署

黃保華在1966年11月2日獲港英政府房屋署聘任為二級房屋事務助理，任職約四年半。他在1971年2月轉為任職二級行政主任，並被獲派至工務司署的建築辦事處管理會計事宜。他期後一直在工務司署出仕，更在1975年4月升任一級行政主任。及後，他在1975年11月獲調派至布政司署保安科任職，自同年12月起負責禁毒工作，並在1979年4月晉升為高級行政主任。在1979年，他離開布政司署，被借調至總督特派廉政專員公署任職。

### 政務主任職系
在政府任職多年的黃保華在1981年4月1日加入政務主任職系，並獲安排重返房屋署負責策劃工作，任內處理包括寶林邨及翠林邨在內的將軍澳新市鎮開發項目。在1983年1月，他被派至港九政務署出任黃大仙的助理民政主任，數年內曾分別負責區內東、西部的管理，而任內亦曾兼任政務專員，並多次出席分區委員會及社區鄰里活動。在1985年11月，他更以署理政務專員身份為黃大仙祠大型重修工程的竣工儀式揭幕。
黃在1986年1月被召回布政司署衞生福利科，並在同年4月於助理衞生福利司任期內升任高級政務主任。不久後，他在1987年7月就再被派遣至市政總署任職助理署長，負責市政局的私有化項目。他亦於市政總署效力期間，在1989年4月再度晉級，升至首長級丙級政務官。及後，他在1990年11月轉至香港電台任職助理處長，負責廣播處的非常設特別職務，即公司化行政改革計劃。不過，他在1993年1月至3月短暫借調往1992年蘭桂坊慘劇獨立調查委員會出任秘書長。然而，因中華人民共和國政府擔心香港回歸後的香港電台不受控制，故港府在同年3月宣佈擱置電台公司化計劃，以簽訂架構協議取代，而黃則逐被調任至社會福利署出任負責津貼管理的助理署長。在社署助理署長任內，他多次就申請使用獎券基金於香港立法局介紹項目及回答提問。
香港主權在1997年由英國移交至中國後，黃繼續在社會福利署任職，跟進各項社區中心發展政策事宜。在1998年6月，他返回政府總部，於政制事務局出任首席助理局長，與同為首席助理局長的梁志仁一同參與主權移交後首屆香港區議會的設立工作。雖然他一度在1999年4月至6月兼任政務主任招聘小組的成員，但他一直在局內為1999年香港區議會選舉作好準備。最後，他在完成選舉的立法工作後就於1999年6月轉到教育統籌局，負責人力統籌政策，並一度就建造業工人不足問題及改善預測人力需求方式等在香港立法會答辯。

### 民政事務專員

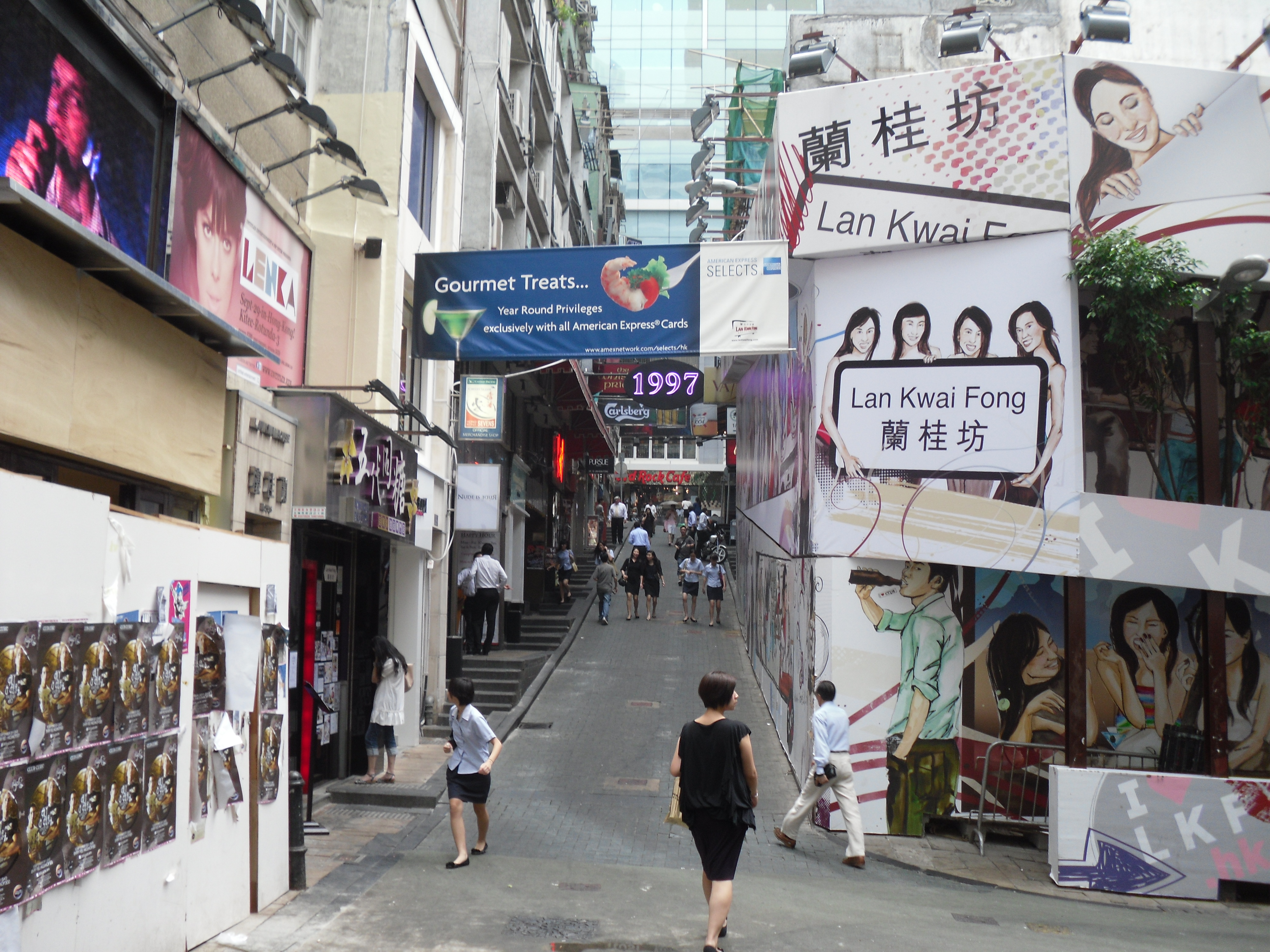
黃保華曾就蘭桂坊加裝閉路電視而在區議會上為港府辯護

黃保華在2001年7月16日接替提早退休的李鍾美裕擔任中西區民政事務專員，他亦在同月20日獲港府委任為官守太平紳士。他在上任後隨即就中環蘭桂坊加裝街道閉路電視諮詢中西區區議會，惟因侵犯私隱的因由而不被區議會支持，區議員更反嘲港府不敢公開諮詢，要由他親自解釋。不過，他在港府為加強管制招牌燈光制定法律時，主動協助區議員向屋宇署提出需詳細提交設計、光度、閃動頻率等條件予區議會討論。在2002年，黃向區議員甘乃威透露港府為阻止法轮功在香港中聯辦前駐紮，以違反規劃標準的方式加建花槽，而甘及李卓人則在2010年時因在中聯辦聲援劉曉波而造成擠迫混亂後，於立法會上就此事質詢政府。在地區特色景點上，黃任內曾嘗試復興上環大笪地，但人流與生意額不如預期，而營辦商更在拖欠政府租金下離場。隨後，他著手破例由中西區民政事務處接手大笪地，並投入資金營運，但項目在反應欠佳下仍提早結束。最終，黃在2004年10月14日退休卸任民政事務專員，並由尤桂莊接任。
臨近退休的黃因平等機會委員會招聘和終止聘用行動科總監余仲賢的風波，在2004年5月15日獲港府委任為獨立調查小組成員，與李美嫦主管秘書處工作，並於2005年2月2日向民政事務局局長提交報告後離任公職。

## 個人生活
黃保華與妻子育有一子一女，並以音樂、閱讀及游泳為興趣。

## 榮譽

### 殊勳
- 官守太平紳士（J.P.）（2001年7月20日－2004年10月14日[19]）

### 頭銜
- 黃保華，JP（Paul Wong Po-wah, JP，2001年7月20日－2004年10月14日[19]）